# Vitaly Kalynyčenko
Vitaly Vasyljovyč Kalynyčenko (* 31. ledna 1936, Vasylkivka - 27. dubna 2017, Silver Spring, Maryland, USA) byl ekonom a elektroinženýr, člen Ukrajinské Helsinské skupiny, odsouzený celkem ke 20 letům vězení a 5 letům vyhnanství. Jako politický vězeň byl v pracovních táborech v letech 1966–1976, 1979–1988. 

## Život
Vitaly Kalynyčenko v 17 letech zfalšoval své dokumenty, aby se mohl přihlásit na Námořní akademii v Rize jako kadet. Vojenský dril ale odporoval jeho povaze, a proto školu opustil a dokončil povinnou vojenskou službu. Poté absolvoval roku 1964 Kyjevský institut národní ekonomie a pokračoval studiem elektroinženýrství v Leningradě.
Během studií v Kyjevě ho kontaktovala KGB a žádala ho, aby jí předával informace o zahraničních studentech. Když to odmítl a uvažoval o emigraci, prozradil jeho plány student z Ghany. Byl zatčen a od září 1964 do ledna 1965 vězněn. V letech 1965–1966 pracoval jako inženýr ve Všesvazovém vývojovém a výzkumném institutu integrovaných energetických technologií (VNIPIET), později začleněném do společnosti do Atomprojektu Rosatom, kde se vyvíjely první jaderné reaktory.
20. června 1966 byl zatčen, když se pokusil překročit hranici do Finska. Byl poslán do psyciatrické léčebny v Moskvě, kde konstatovali, že je mentálně zdravý. Proto byl 12. ledna 1967 obviněn ze zrady vlasti a odsouzen k 10 letům v pracovním táboře se zostřeným režimem. Trest si odpykal v táborech ZhKh-385/3 v Mordovii a od roku 1972 ve VS-389/36 v Kučinu v Permské oblasti.
Zasazoval se o práva politických vězňů a počátkem roku 1974 patřil ke skupině vězňů, která odmítla sovětské občanství. 24. listopadu 1974 zaslal deklaraci Nejvyššímu sovětu SSSR a kopii Výboru pro lidská práva OSN, ve které uvádí, že nebyl souzen za pokus překročit hranice, ale za své politické přesvědčení. Roku 1975 byl přemístěn do centrální věznice ve Vladimiru, odtud postupně do třech psychiatrických zařízení v Mordovii, Moskvě a Syčevě (Smolensk) a nakonec byl umístěn na měsíc v karanténě opět v pracovním táboře. Z vězení byl propuštěn 19. března 1976.
Usadil se ve svém rodišti Vasylkivce a našel zaměstnání jako inženýr-ekonom v místní továrně. Po propuštění byl pod policejním dozorem. 3. října 1977 se stal členem Ukrajinské Helsinské skupiny. Mezi 17.-27. únorem držel protestní hladovku na podporu své žádosti opustit Sovětský svaz. Vzdal se občanství, odevzdal pas, vojenskou knížku i vysokoškolský diplom. Po uvěznění Lukjaněnka byla u něj provedena domovní prohlídka. Podepsal petici za Lukjaněnka a za právo Ukrajinců na emigraci, adresovanou kongresu KBSE v Bělehradě.
V dubnu 1978 byl dva týdny internován za "chuligánství" a úřady začaly shromažďovat "žádosti občanů o ochranu před Kalynčenkem". Byl propuštěn ze zaměstnání a nemohl najít žádnou, ani nekvalifikovanou práci a proto v říjnu 1979 zahájil hladovku a žádal úřady o podporu pro nezaměstnané. Policejní dohled nad ním byl prodloužen osmkrát a dostal varování, že podle Dekretu nejvyššího sovětu z roku 1972 musí přijmout zpět občanství a vzdát se žádosti o povolení k emigraci.
29. listopadu 1979 byl zatčen, obviněn z distribuce dokumentů Moskevské a Ukrajinské helsinské skupiny a z pomlování národnostní politiky SSSR. V mnoha městech Ukrajiny proběhly v souvislosti s jeho případem domovní prohlídky. Členové Ukrajinské Helsinské skupiny byli součástí hromadného zatýkání disidentů před letními Olympijskými hrami v Moskvě roku 1980.
6. května 1980 ho oblastní soud v Dněpropetrovském regionu odsoudil jako "recidivistu" na deset let v pracovním táboře se zostřeným režimem a 5 let vyhnanství. Byl vězněn v pracovním táboře ITK-18 v Mordovii, poté od září 1980 v Kučinu v Permské oblasti. Za pokusy propašovat z vězení protestní petice byl opakovaně internován na samotce a od 15. října 1981 strávil na samotce celý jeden rok. Za účast na protestech vězňů byl od roku 1983 na tři roky uvězněn v Christopolské věznici v autonomní republice Tatarstán a poté vrácen do pracovního tábora.
V éře Michaila Gorbačova byl omilostněn Nejvyšším soudem Ukrajinské SSR a 18. dubna 1988 po odpykání 8,5 roku trestu propuštěn na svobodu. Žil ve Vasylkivce a Charkově a na jaře 1989 emigroval do Washingtonu. Do roku 1997 pracoval v ukrajinské redakci Hlasu Ameriky. Ukrajinu navštívil naposled roku 2008. Zemřel 27. dubna 2017 po dlouhé nemoci v zařízení péče o seniory v Silver Spring ve státě Maryland, USA.